# Sintring

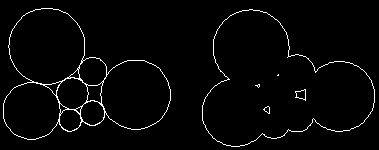
Schematisk bild av sintring.

Sintring är en process där fasta partiklar sammanfogas till ett större objekt vid höga temperaturer, dock under smältpunkten. Sintring är en diffusionsbaserad process och därför är höga temperaturer nödvändiga. De fasta partiklarna pressas ofta till sin slutgiltiga form och när temperaturen ökar, ökar diffusionen mellan partiklarna och atomer förflyttas och partiklarna fogas samman. Sintring kan ske både mellan partiklar, så att de fogas ihop, eller inom partiklar, så att porer fylls ut. Sintring innebär alltid att materialets specifika yta minskar, och drivs av det faktum att en mindre yta har en mindre energi. Sintring kan ökas genom att materialet, eller en del av materialet, delvis smälter, eller genom kemiska reaktioner.
Sintring utnyttjas bland annat vid tillverkning av objekt inom pulvermetallurgi och sintring används även ofta vid tillverkning av keramiska material och är en del av processen vid bränning av lerkärl. Sintring kan också orsaka problem vid processer med hög temperatur, till exempel energiproduktion i ångpannor. Aska kan sintra fast på värmeväxlarytor, trots att temperaturen inte övergår askans smältpunkt. 